# Delsad Khatun
Delshad Khatun o Dilshad Khatun —persa: دلشاد خاتون; Delsad vol dir ‘bon cor’— fou una princesa persa de la família dels cobànides, filla del visir cobànida Dimaskh Khwadja i neta d'Amir Coban. La seva tia Bagdad Khatun la va introduir a l'harem reial després del 1325, cosa de la qual després es va penedir.
El 24 d'agost de 1327 Abu Said va ordenar l'execució de Dimaskh Khwadja a Sultaniya i va dictar una orde per l'extermini de tota la família cobànida. En aquest moment el cap de família, Amir Čoban, estava en campanya al Khurasan, on uns mesos abans el seu fill Hasan (que era governador) havia lluitat contra la rebel·lió del príncep txagatai Tamarshirin i l'havia expulsat de la zona de Gazni, però que sembla que havia retornat; Čoban al saber la notícia es va dirigir a l'oest; va intentar una mediació amb el kan que va fracassar i llavors les forces que el seguien van desertar i va haver de fugir cap a Herat on fou assassinat pel kan kurt local Malik Ghiyath al-Din obeint una orde d'Abu Said (novembre/desembre del 1327). Llavors el kan es va poder casar amb Bagdad Khatun, filla d'Amir Coban, matrimoni que aquest impedia; Bagdad Khatun estava casada amb el djalayàrida amir Hasan ibn Amir Huseyn (conegut com a Shaykh Hasan Buzurg) que fou forçat a repudiar-a rebent a canvi el càrrec d'amir al-ulus. Una vegada passat el primer temps de passió, Abu Said es va fixar en una neboda de la seva dona, Dilshad Khatun (o Delsad Khatun), la filla de Dimaskh Khwadja (aquest era germà de Bagddad Khatun), amb la que es va casar i la va posar com a esposa principal, causant la gelosia de Bagdad Khatun que fou deixada de costat. Delshad va quedar prenyada del kan poc abans de la mort d'aquest. Es diu que fou Bagdad Khatun qui, per gelosia de Delshad, va matar el kan quan era als quarters de Karabagh el 30 de novembre de 1335, suposadament enverinat, i es creu que Bagdad Khatun va voler matar tanmateix a la seva neboda però no ho va aconseguir.
Al pujar al tron Arpa, Delsad Khatun va fugir a Bagdad amb el governador d'Iraq i Diyarbakir, Ali Padshah, que es va revoltar i va derrotar el nou kan, Arpa. Delsad va donar a llum a una filla (d'Abu Said). Poc després Ali Padshah fou derrotat per Hasan Buzurg (Shaykh Hasan ibn Amir Huseyn), primer marit de Bagdad Khatun i fundador de la dinastia djalayàrida, i llavors Delsad es va casar amb Hasan, amb el que va tenir a Shaikh Uways, que després va succeir a Hasan al front dels djalayàrides.